# Ваља Попиј (Васлуј)
Ваља Попиј (рум. Valea Popii) насеље је у Румунији у округу Васлуј у општини Тодирешти. Oпштина се налази на надморској висини од 157 m.

## Становништво
Према подацима из 2002. године у насељу је живело 163 становника, од којих су сви румунске националности.